# Raffaele Morese
Raffaele Morese (Milano, 4 agosto 1942) è un sindacalista italiano, Segretario di FIM-CISL dal 1983 al 1989 e poi tre volte Sottosegretario di Stato per il lavoro e la previdenza sociale nei governi D'Alema I e II e nel governo Amato II.

## Biografia
Nacque a Milano in una famiglia originaria del foggiano ma quando iniziarono i bombardamenti sulla città il padre decise di mandare via lui e la madre, che si trasferirono a Candela. Successivamente si trasferì con il resto della famiglia a Foggia, dove crebbe fino a quando nel 1960 non scelse di tornare a Milano per isriversi alla facoltà di economia e commercio dell'Università Cattolica del Sacro Cuore. Nello stesso periodo, attraverso una borsa di studio, partecipò ad un corso post-studio in commercio con l'estero presso l'Istituto tecnico Cattaneo.

### Carriera sindacale in CISL e FIM
Dopo aver conseguito la laurea in economia e commercio è entrato a far parte dell'ufficio studi di La Rinascente, per la quale il suo docente universitario era consulente, ma lasciò poco dopo il lavoro in seguito alla morte del padre. Nonostante le resistenze della madre, che gli aveva chiesto di tornare a Foggia, Morese entrò a far parte nel luglio 1967 dell'ufficio studi della Confederazione Italiana Sindacati Lavoratori (CISL). Successivamente dopo aver militato nella minoranza del sindacato nel 1969 entra nella Federazione Italiana Metalmeccanici (FIM), occupandosi da subito di studi e formazione. Nel corso degli anni successivi si interessò alla ristrutturazione del settore elettromeccanico mentre nel 1974 diventò coordinatore sindacale presso Olivetti. Nel 1983 succedette a Franco Bentivogli come segretario generale della FIM mentre nel 1989 passò alla segreteria nazionale della CISL, di cui diviene segretario generale aggiunto in coppia con Sergio D'Antoni segretario generale.

### Carriera politica
Nel 1998 si concluse la sua esperienza sindacale e fu nominato Sottosegretario di Stato per il lavoro e la previdenza sociale presso il Ministero del lavoro e della previdenza sociale; rimase in carica fino al 2001 durante i governi D'Alema I e II e nel governo Amato II. Nel 2002 il sindaco di Roma Walter Veltroni lo nominò presidente del consiglio di amministrazione di Trambus e poi, nel 2003, di Trambus Open, rimanendo in carica in entrambe le posizioni fino al 2009. Parimenti dal 2004 al 2009 è stato presidente di Confservizi, la confederazione nazionale che rappresenta le aziende e gli enti che gestiscono servizi pubblici locali. Dal 1996 al 2009 è stato Presidente di INTERSOS, la più grande organizzazione non governativa italiana per l'intervento umanitario nelle situazioni di guerra, di calamità naturali, di epidemie. Morese è stato inoltre consigliere del Consiglio nazionale dell'economia e del lavoro (CNEL) nella IV Consiliatura, e nel 2005 è stato nominato presidente della Commissione per le grandi opere e le reti infrastrutturali, per le politiche energetiche e i servizi di rete.

## Controversie
Nel 2007 l'Autorità garante della concorrenza e del mercato ha predisposto una sanzione di 140000 euro nei confronti di Morese e di altri amministratori di società per presunta violazione della normativa sulla concorrenza in merito alla creazione dell'alleanza TP Net tra Trambus ed altre società di trasporto pubblico locale italiane. La sanzione è stata poi confermata dal tribunale amministrativo regionale e dal Consiglio di Stato mentre la violazione è stata confermata dalla Corte dei conti nel 2011.

## Opere
- Nicola Cacace, Luigi Frey e Raffaele Morese, Lavorare meno per lavorare tutti, Edizioni Lavoro, 1978.
- Raffaele Morese, Contare fino a uno, Edizioni Lavoro, 1997.
- Mario Colombo e Raffaele Morese (a cura di), Pensiero, azione, autonomia. Saggi e testimonianze per Pierre Carniti, Edizioni Lavoro, 10 marzo 2017.
- Raffaele Morese (a cura di), La persona il lavoro. 1º Annuario Associazione Astrolabio del Sociale. Premio Pierre Carniti, Edizioni Lavoro, 7 novembre 2019.